# Andorra op het Eurovisiesongfestival 2009
Andorra nam deel aan het Eurovisiesongfestival 2009, gehouden in Moskou, Rusland. Het was de zesde deelname van het land.

## Selectieprocedure
De nationale omroep opende de inschrijvingen van 24 oktober tot 1 december 2008. Een commissie van deskundigen koos de drie beste inzendingen.
De nationale finale vond plaats op 4 februari 2009 in de Apolo Andorra Hall in Andorra La Vella en werd gepresenteerd door Meri Picart. De winnaar werd gekozen door een combinatie van jury en televoting.
| Volgorde | Artiest        | Lied               | %    | %   | %      | Plaats |
| Volgorde | Artiest        | Lied               | Jury | Sms | Totaal | Plaats |
| -------- | -------------- | ------------------ | ---- | --- | ------ | ------ |
| 1        | Susanne Georgi | "La Teva Decisió"  | 47%  | 66% | 56,5%  | 1ste   |
| 2        | Mar Capdevila  | "Passió Obsessiva" | 23%  | 13% | 18%    | 3de    |
| 3        | Lluís Cartes   | "Exhaust"          | 30%  | 21% | 25,5%  | 2de    |

## In Moskou
Andorra was als 7de van 19 deelnemers aan de beurt in de eerste halve finale, net na Armenië en voor Zwitserland. Bij het openen van de enveloppen met gekwalificeerde landen voor de finale bleek dat het land niet bij de beste tien was geëindigd. Na afloop van het festival bleek dat Andorra op de vijftiende plek was geëindigd, met 8 punten.
België had geen punten over voor deze inzending en Nederland zat in de andere halve finale.

### Gekregen punten

#### Halve finale
| 12 punten | 10 punten  | 8 punten | 7 punten | 6 punten  |
| --------- | ---------- | -------- | -------- | --------- |
|           |            |          |          |           |
| 5 punten  | 4 punten   | 3 punten | 2 punten | 1 punt    |
|           | - Portugal | - Malta  |          | - Turkije |

### Punten gegeven door Andorra

#### Halve finale 1
Punten gegeven in de halve finale:
| 12 punten | Portugal    |
| 10 punten | IJsland     |
| 8 punten  | Israël      |
| 7 punten  | Zweden      |
| 6 punten  | Malta       |
| 5 punten  | Turkije     |
| 4 punten  | Roemenië    |
| 3 punten  | Finland     |
| 2 punten  | Zwitserland |
| 1 punt    | Montenegro  |

#### Finale
Punten gegeven in de finale:
| 12 punten | Spanje              |
| 10 punten | Noorwegen           |
| 8 punten  | IJsland             |
| 7 punten  | Israël              |
| 6 punten  | Portugal            |
| 5 punten  | Denemarken          |
| 4 punten  | Verenigd Koninkrijk |
| 3 punten  | Frankrijk           |
| 2 punten  | Zweden              |
| 1 punt    | Malta               |

| 12 punten | Denemarken            |
| 10 punten | IJsland               |
| 8 punten  | Verenigd Koninkrijk   |
| 7 punten  | Noorwegen             |
| 6 punten  | Israël                |
| 5 punten  | Spanje                |
| 4 punten  | Malta                 |
| 3 punten  | Turkije               |
| 2 punten  | Bosnië en Herzegovina |
| 1 punt    | Finland               |

| 12 punten | Portugal            |
| 10 punten | Spanje              |
| 8 punten  | Noorwegen           |
| 7 punten  | Israël              |
| 6 punten  | Frankrijk           |
| 5 punten  | IJsland             |
| 4 punten  | Zweden              |
| 3 punten  | Roemenië            |
| 2 punten  | Finland             |
| 1 punt    | Verenigd Koninkrijk |

2004 · 2005 · 2006 · 2007 · 2008 · 2009 · 2010-2025